# Lista najwyższych budynków w San Diego
San Diego jest jednym z większych miast w Stanach Zjednoczonych. Nie ma tu jednak jak na tak duże miasto bardzo wysokich budynków .Powyżej 100 metrów wysokości osiąga tu 21 budynków, najwyższy ledwie przekracza 150 metrów. Kolejnych 20 jest w trakcie budowy, a jeszcze inne zostały zaaprobowane i w najbliższych latach rozpocznie się ich budowa (stan na październik 2019).
W październiku 2019 roku San Diego zajęło 92. miejsce na świecie i 3. w Kalifornii pod względem ilości wieżowców.

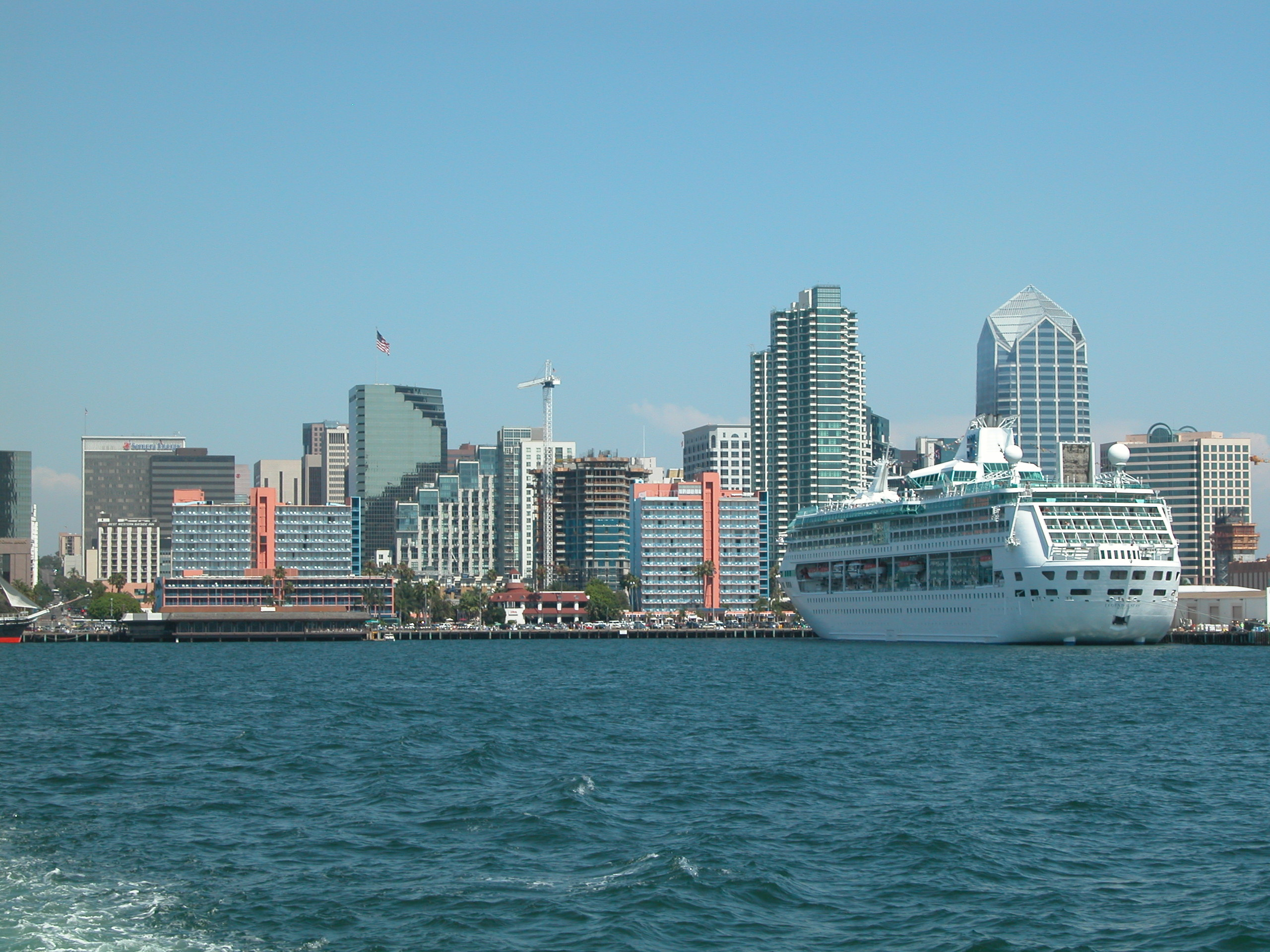
Centrum miasta

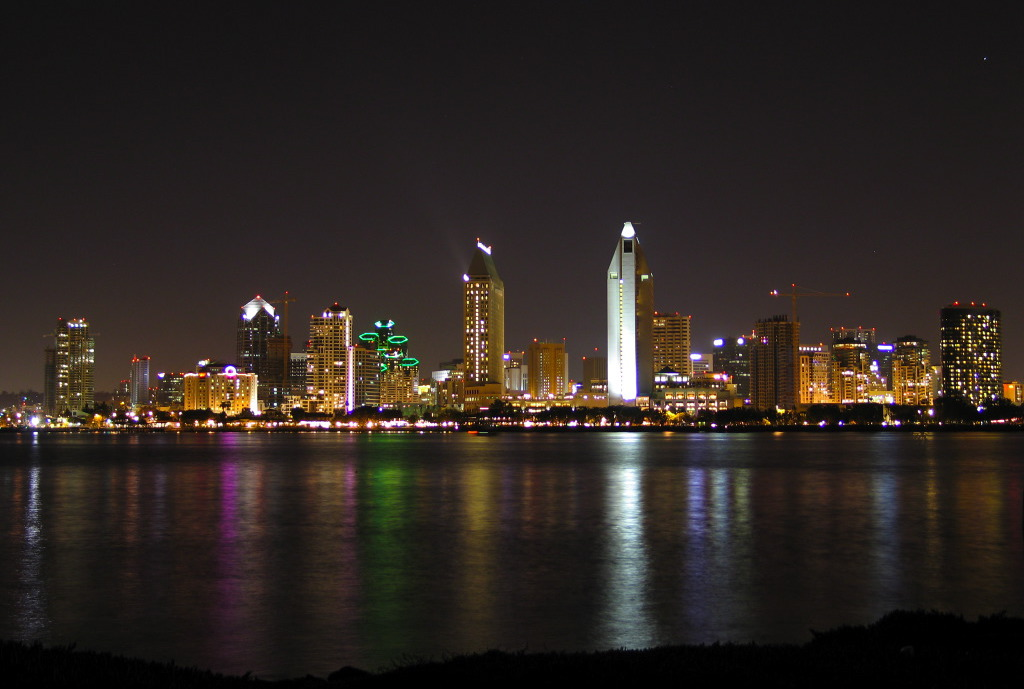
San Diego nocą

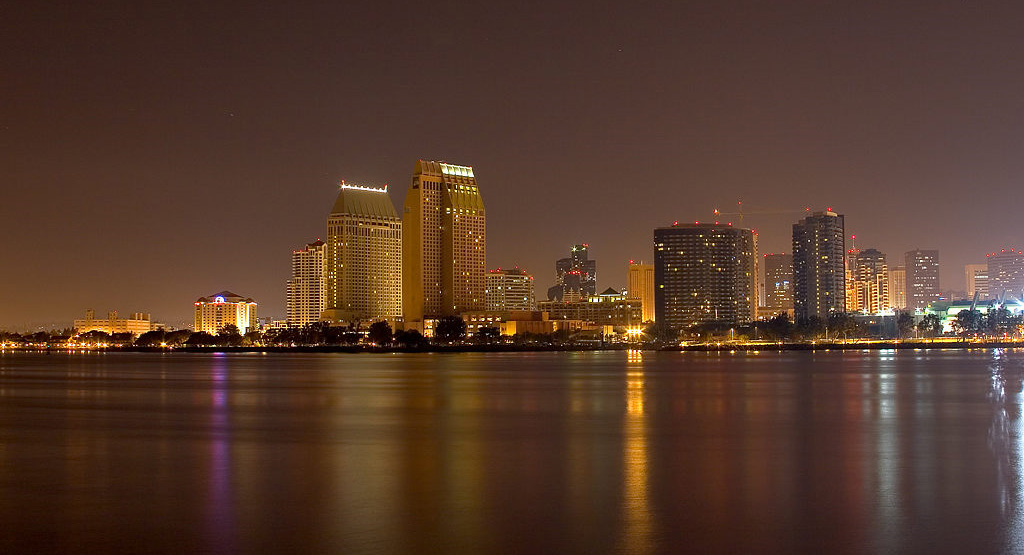

## 10 najwyższych budynków
| Ranking | Budynek                            | Wysokość strukturalna | Liczba pięter | Rok budowy |
| ------- | ---------------------------------- | --------------------- | ------------- | ---------- |
| 1.      | One America Plaza                  | 152 m                 | 34            | 1991       |
| 2.      | Symphony Towers                    | 152 m                 | 34            | 1989       |
| 3.      | Manchester Grand Hyatt Hotel       | 151 m                 | 40            | 1992       |
| 4.      | The Pinnacle Museum Tower          | 137 m                 | 36            | 2005       |
| 5.      | Emerald Plaza                      | 137 m                 | 30            | 1990       |
| 6.      | Manchester Grand Hyatt Seaport     | 136 m                 | 34            | 2003       |
| 7.      | Harbor Club West                   | 129 m                 | 41            | 1992       |
| 8.      | Harbor Club East                   | 129 m                 | 41            | 1992       |
| 9.      | The Grande North at Santa Fe Place | 128 m                 | 39            | 2005       |
| 10.     | The Grande South at Santa Fe Place | 128 m                 | 39            | 2004       |